# Рудник, Пётр Михайлович
Пётр Михайлович Рудник (род. 14 апреля 1957, дер. Алексеевка, Брагинский район, Гомельская область) — белорусский государственный деятель, член Совета Республики IV созыва, председатель Могилёвского облисполкома (с 29 декабря 2008).
Окончил Минский радиотехникум, в 1985 г. окончил Дрезденский технический университет, в 2007 г. — Академию управления при Президенте Республики Беларусь.
Работал техником конструкторского бюро точного электронного машиностроения, на инженерных должностях в конструкторском бюро технологического оборудования в Могилёве. Работал ведущим инженером по внешнеторговым отношениям, заместителем директора по быту, режиму и социальному развитию Могилёвского лифтостроительного завода, заместителем директора, затем директором республиканского унитарного предприятия «Могилёвский завод лифтового машиностроения».
В 2008 году избран в Совет Республики от Могилёвской области. 29 декабря 2008 — 22 декабря 2014 председатель Могилёвского облисполкома.

## Награды
- Почётная грамота Правительства Москвы (30 октября 2009 года) — за большой вклад в развитие сотрудничества между Москвой и Республикой Беларусь[2].